# Mihail Ștefănescu (pictor)
Mihail Ștefănescu (n. 1845, Ploiești - d. circa 1900 (?)) a fost unul dintre cei mai înzestrați pictori realiști români, făcând parte din prima generație de studenți a Școlii de Arte Frumoase din București. Profesorii săi au fost Gheorghe Tattarescu, Theodor Aman și Constantin I. Stăncescu. Datorită câștigării Premiului I al concursului organizat de Școală pentru obținerea unei burse de studii în străinătate din anul 1869, Mihail Ștefănescu a urmat cursurile École nationale supérieure des beaux-arts din Paris. La acest concurs i-a avut competitori pe Sava Henția, Mihail Dan si Dumitru Marinescu. În perioada 1871-1872, atâta timp cât s-a desfășurat Războiul franco-german, artistul a făcut studii de artă la Academia de Arte Frumoase din Roma.
Informațiile despre viața și activitatea artistului sunt laconice și practic necunoscute. Cele mai multe date provin din documentele care s-au emis cu privire la obținerea bursei pentru continuarea studiilor sale în străinătate. Alte date suplimentare provin din documentele oficiale și din presa epocii privitoare la participarea sa la Expoziția Societății Amicilor Bellelor-Arte din anul 1873 și la Expozițiile artiștilor în viață organizate în a doua jumătate a secolului al XIX-lea de către Ministerul Cultelor și Instrucțiunii Publice în parteneriat cu Școala de Arte Frumoase din București.
Opera cunoscută a lui Ștefănescu număra în 1991 circa douăzeci de tablouri. Pictorul a practicat diferite genuri pornind de la portret la compoziția tablourilor de gen, peisaje și naturi moarte. Lucrările sale ni-l relevă ca pe un artist curios, neliniștit și dornic de a-și testa puterile în mai multe planuri ale creației artistice. Incapabil și nehotărât pentru a-și coagula veleitățile într-o structură unitară, Mihail Ștefănescu nu a încercat să se specializeze. Talentul său a oscilat mereu nu numai între genurile picturii, dar nici meseria de pictor nu a putut să-l preocupe întru-totul. El a pus întotdeauna pasiune atât în muncă, cât și în artă, cu toate că inventivitatea sa nu s-a rezumat doar în domeniul picturii ci și în fabricarea de jucării pentru copii.
Prin firea sa predispusă la aventură, nerăbdătoare și de multe ori nestatornică, Mihail Ștefănescu a avut o viață în care surprizele nu l-au ocolit fără colaborarea de care a dat dovadă. Avea o fire ușor impresionabilă cu un temperament nervos. El ar fi putut deveni unul dintre cei mai importanți urmași ai lui Theodor Aman, dacă nu s-ar fi disipat în activități colaterale fără nicio legătură cu arta. Ștefănescu a fost unul dintre artiștii plastici români care a manifestat o tendință foarte puternică de eliberare din influența opresivă a unui mediu neevoluat în ce privește arta în România.
Moartea prematură a însemnat pentru Mihail Ștefănescu neputința sa de a marca istoria picturii românești cu pregătirea, structura și dreptul pe care talentul său îl autoriza s-o facă. Istoricul de artă Ion Frunzetti a considerat că, dacă Ștefănescu ar fi avut o viață mai îndelungată, el ar fi devenit una din figurile însemnate în pictura românească din acea epocă.

## Biografie
Mihail Ștefănescu s-a născut la Ploiești în anul 1845. A îndeplinit funcția de stenograf la Camera Deputaților încă din perioada în care era student la Școala de Arte Frumoase din București. Profesorii săi au fost Gheorghe Tattarescu, Theodor Aman și Constantin I. Stăncescu. A câștigat Premiul I la concursul școlii bucureștene din anul 1869 și ca urmare, a fost beneficiarul unei burse de studii în străinătate.

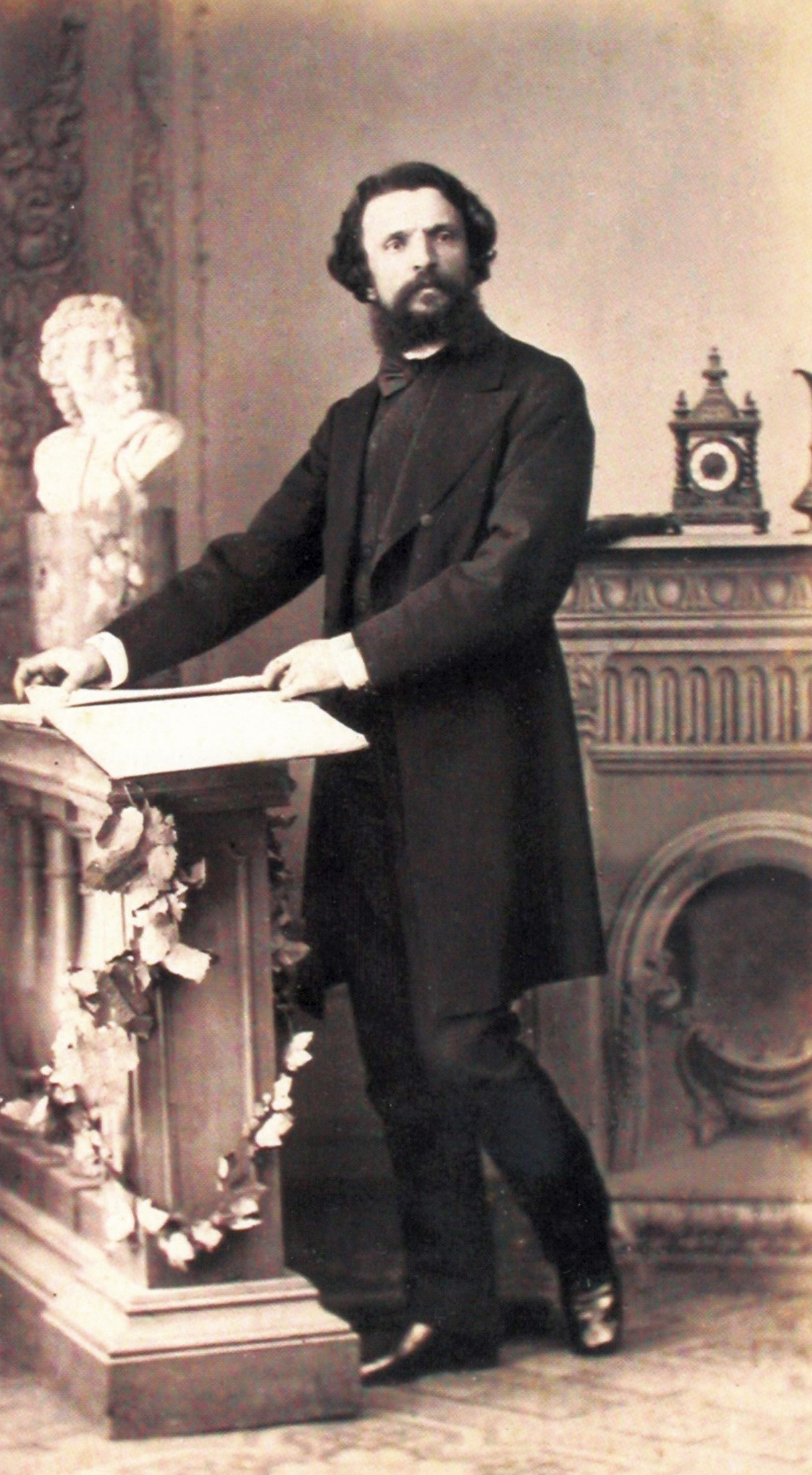
Theodor Aman - fotografie de B. Engels

În anul 1869, artistul a plecat la Paris, unde intenționa să facă studii de artă la Academia de  Arte Frumoase. La Paris, pictorul a locuit pe rue Racine no. 17. A urmat cursurile școlii franceze în anul 1870 și după un an, 1871, pe care l-a petrecut la studii la Roma, a reluat în perioada 1872 - 1873 cursurile academiei pariziene. După expirarea bursei de studii nu s-a mai întors în România decât în anul 1876, cu toate că a participat la expozițiile oficiale organizate la București.
Mihail Ștefănescu se recomanda ca „... vechi laureat al Școalei de Belle-arte din Bucuresci, medaliat la Espoziții și brevetat în Franța pentru invențiune”. În anul 1888, moment în care se deschiseseră mai multe spații de expoziții, Ștefănescu a făcut o cerere, care i s-a aprobat, forurilor tutelare pentru ca să i se dea Sala Stavropoleos „... pentru a termina un tablou Național istoric (1877) ce represintă <<pe România întorcându-se de la resboiu triumfătoare, iar puterile garante o încoronează recunoscând'o ca Regat independent>>” precum și pentru „... a face o espozițiune publică cu lucrările mele terminate atât în țeară cât și în străinătate”.

### Studii

#### Școala de Arte Frumoase din București
Pictorul Mihail Ștefănescu a făcut parte din prima promoție a Școlii de Arte Frumoase din București. Încurajat de premiul pe care l-a primit la Expoziția artiștilor în viață din anul 1868, Ștefănescu a participat în luna septembrie 1869 la concursul organizat de Școala de Arte din București pentru obținerea unei burse de studii în străinătate. I-a avut ca rivali pe Mihail Dan, Sava Henția și Dumitru Marinescu. În ziua de 7 septembrie 1869, Theodor Aman a judecat valoarea artistică a lucrărilor concurenților ce aveau ca tematică biblică pe Adam și Eva găsind cadavrul fiului lor Abel. Din compozițiile prezentate, pictura lui Mihail Ștefănescu a fost considerată ca fiind cea mai reușită, fapt pentru care a primit Premiul I. Ca urmare juriul concursului l-a însărcinat pe Theodor Aman „... să bine-voiască a fi interpretul său pe lângă Dl. Ministru spre a trimite (la studii) cât se va putea mai curând pe d. Ștefănescu, care a obținut I premiu, aceasta fiind întâia producție definitivă a Școalei noastre naționale de Belle-Arte din București”.

#### Academia de Arte Frumoase de la Paris
Diligențele pe care Aman trebuia să le facă în favoarea obținerii de către Ștefănescu a bursei, erau necesare deoarece trimiterea unui student în străinătate contravenea legilor în vigoare de atunci ce prevedeau că un absolvent nu poate obține o astfel de bursă. Considerând că avea deja un drept câștigat prin obținerea Premiului I, Ștefănescu s-a bizuit și pe asigurările pe care i le-a dat Ministrul Cultelor și Instrucțiunii Publice, Alexandru Crețescu. Ștefănescu a considerat că stipendierea sa în capitala Franței nu era decât o chestiune birocratică ce va fi rezolvată favorabil cel târziu în următorul an - 1870. Prin urmare, artistul a demisionat din funcția de stenograf de la Camera Deputaților și a împrumutat o sumă de bani cu care a plecat în acel an la Paris. Dovada prezenței sale la Paris este scrisoarea datată în ziua de 29 octombrie, adresată lui Aman, prin care-l ruga pe acesta să-i furnizeze o recomandare necesară înscrierii sale la Academia de Arte Frumoase. Regulamentul Academiei prevedea, printre altele, ca vârsta minimă a unui candidat la înscriere să fie de 25 de ani, Ștefănescu având doar 24 de ani. Prin aceeași scrisoare, artistul l-a rugat pe Aman să intervină pe lângă Crețescu să „... reîmprospăteze memoria Ministrului... fiin-că ar fi foarte trist pentru mine care am lăsat un post destul de avantajos la Bucureșci, să rămîi pe ulițele Parisului fără existență”.

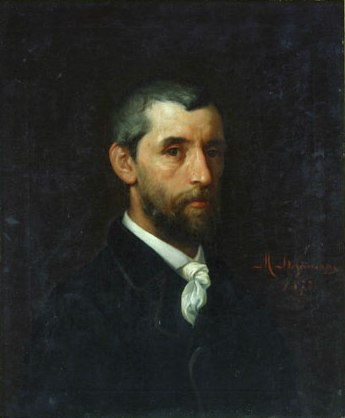
Portretul lui C. Demetriad - 1872

O dată cu trecerea în noul an, în data de 4 ianuarie 1870, Ștefănescu a trimis o scrisoare noului Ministru al Instrucțiunii prin care i-a amintit despre Premiul I al Școlii de Arte Frumoase pe care l-a obținut și că „... Diploma ce mi s-a eliberat din partea Ministerului'mi constă acest drept, prevăzut și de regulamentul Școalei de Belle-Arte, semnat de Măria-Sa Domnul Românilor și contrasemnat de Domnul Crețescu, ca Ministru al Cultelor și Instrucțiunii Publice”.
În data de 12 ianuarie 1870, Ștefănescu a trimis o nouă scrisoare care pomenește de o notă diplomatică între Consulatul Francez din București și Ministerul Român de Externe care menționa diligențele necesare primirii artistului la școală. Nota a fost obținută în opinia criticului Ion Frunzetti în urma unei intervenții a lui Theodor Aman. Pictorul a menționat că „... Ministerului de Belle Arte francez... li este peste putință a face o escepțiune... de vreme ce sunt uă mulțime de Franțezi în aceiași categorie”, adică mai mici de 25 de ani. Pentru a câștiga ceva bani, artistul a amintit în aceeași scrisoare că lucrează într-un atelier particular, fără a specifica unde. Ștefănescu a incheiat exprimându-și speranța că ziaristul Paul Bataillard îi va facilita obținerea excepției deoarece s-a prezentat cu acesta „... la Dl. Gerome, (sic) unul din profesorii Școalei de Belle Arte de aci”.
Reușita frământărilor sale este relevată de scrisoarea adresată lui Theodor Aman din data de 30 martie 1870. Prin aceasta, Ștefănescu îi transmite profesorului știrea succesului de a fi primit la școala pariziană. Pictorul a confirmat faptul că a primit două scrisori trimise de Aman și i-a promis că nu va uita să trimită un tablou la București, conform regulamentului bursierilor români. Dacă problema acceptării sale de către Academia franceză era rezolvată, stipendierea sa de statul român a rămas tot o incertitudine. Ca urmare, prin această a patra scrisoare, artistul a insistat pe lângă Aman ca ministerul să-i acorde bursa. 
În luna mai a anului 1870, cercetând corespondența primită de Agenția României la Paris, artistul a constatat că nu era trecut pe lista bursierilor și că lista conținea patru „... stipendiști, trimiși fără concurs, dintre care trei moldoveni și un muntean”. Apelul său prin scrisoarea pe care a trimis-o lui Aman, datată 16 mai 1870, a devenit astfel disperat. A reamintit din nou profesorului său că a venit la Paris încurajat de el și de ministrul Crețescu.
Într-un final, după circa opt luni de când a plecat din România, adică pe la mijlocul anului 1870, lui Mihail Ștefănescu i-a fost recunoscută bursa și i s-au acordat 200 de galbeni anual, cu începere din data de 1 ianuarie 1870, timp de trei ani.
Ghinionul lui Ștefănescu nu s-a oprit doar în obținerea bursei binemeritate. El a trebuit să-și întrerupă studiile la Paris ca urmare a izbucnirii războiului dintre Franța și Germania. Prin urmare, pictorul s-a întors în toamna anului 1870 în România. După un an în care a studiat la Roma, Mihail Ștefănescu și-a continuat studiile în perioada 1872 - 1873 la academia pariziană.
În perioada cât a stat la Paris, artistul a făcut copii după mari maeștri prin muzeele orașului. Atâta timp cât a studiat aici, a făcut multe călătorii prin Europa. La încheierea studiilor, în data de 8 iunie 1873 a trimis în România pentru Pinacotecă, copia unui portret de Rubens făcut la Luvru. Similar, în luna iulie 1874 a trimis pentru Pinacotecă o pictură intitulată Lacul, ce reprezintă o vedere din Geneva și o copie după Rubens.
Anul 1876 l-a găsit pe Ștefănescu la București. Prin scrisoarea din 26 iulie 1876 adresată ministerului, a cerut să i se acorde o sumă de 300 - 350 de lei plătibilă lunar și o sumă care să-i acopere cheltuielile de deplasare până la Paris. Din textul scrisorii se înțelege că el a vrut să se întoarcă în Franța, motivând demersul prin dorința de a executa copii pentru Pinacoteca Statului după mari maeștrii ai picturii universale. El a fost susținut de către contele Vranas, care în acel an era locțiitorul agentului diplomatic al României de la Paris. Vranas a confirmat succesele repurtate de artist și a confirmat necesitatea acordării unei subvenții acestuia pentru continuarea studiilor. Cu toate răspunsurile negative pe care le-a obținut, Ștefănescu se afla tot la Paris în luna octombrie 1876, pe strada Saint Honor nr. 157, unde locuia.

#### Academia de Arte Frumoase din Roma
Luna octombrie a anului 1870 l-a găsit la București, dovadă stând adresa din 21 octombrie către minister prin care a solicitat dreptul de a-și continua studiile în Italia bazându-se „... [de]asemenea pe regulamentul Școalei de Belle Arte, care lasă facultatea elevilor de a-și alege locul de studii” și pe sfaturile pe care profesorii săi i le-au dat și l-au „... consiliat să trec deuăcamdată ln Italia, rămâind ca după terminarea resbelului să mă întorc iarăși la Paris pentru a-mi termina tabloul ce sunt dator a trimite țărei mele și pe care am fost nevoit să-l las la Paris pe jumătate terminat.”

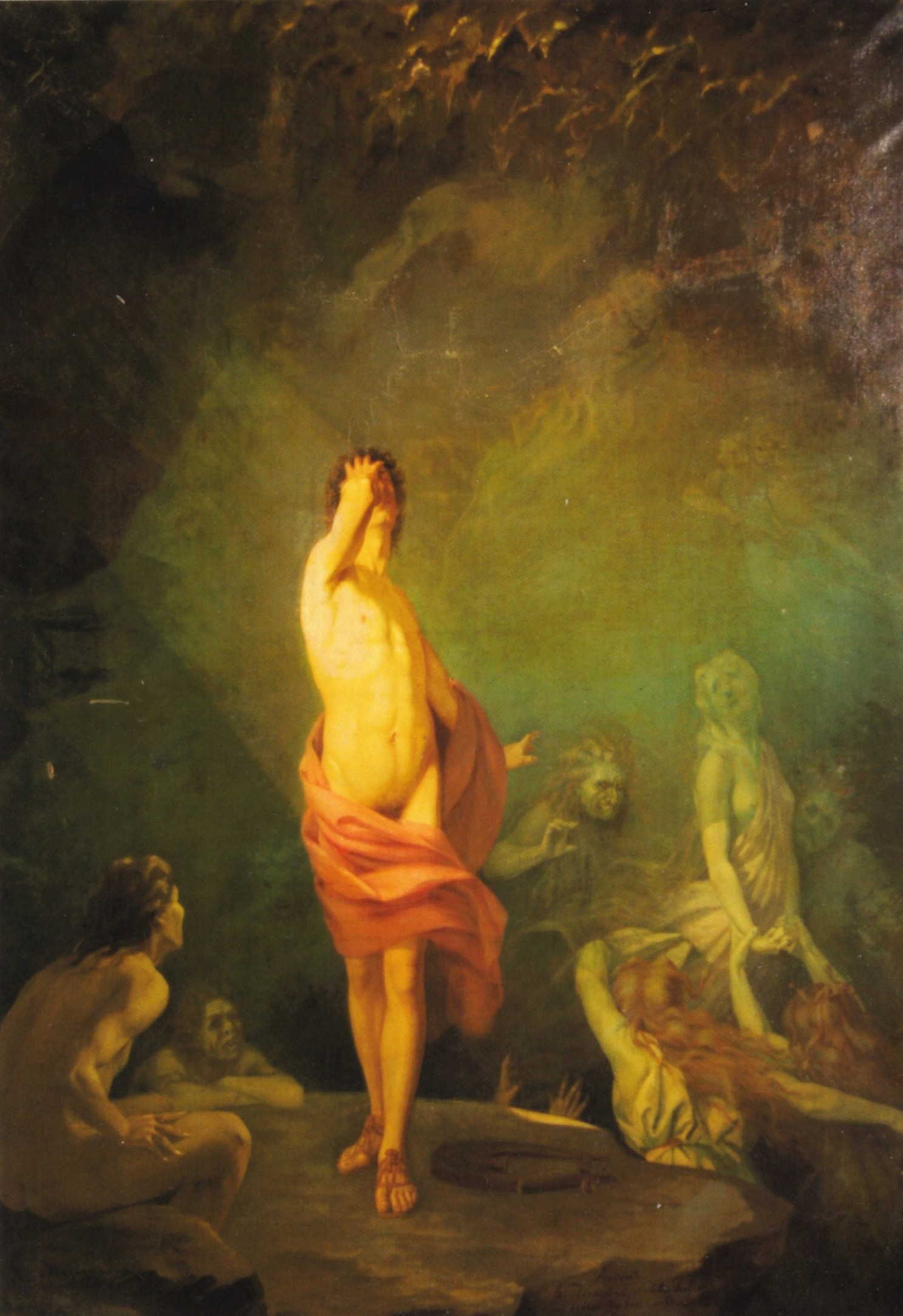
Orfeu în Infern - 1871

În luna februarie a anului 1871, Mihail Ștefănescu era la Roma unde s-a înscris la Academia de Arte Frumoase. În același an a trimis la București trei tablouri pentru Pinacoteca Statului - Femeie stând sub un copac, Orfeu scăpând de Euridice din Infern (datat 1871) și Portretul lui Ștefan Bathory, făcut după opinia lui Ion Frunzetti după vreo gravură de epocă sau chiar după opera vreunui artist italian. Cum Theodor Aman lipsea, postul de director al Școlii de Arte Frumoase era girat Karol Stork. Acesta a confirmat în locul lui Aman primirea celor trei lucrări care au fost trecute în inventarul Pinacotecii sub numerele 100, 101 și 102. În același pachet au fost băgate și alte patru tablouri care erau adresate fratelui artistului - bancherul Vasile Ștefănescu.
Compoziția clasică, care-l înfățișează pe Orfeu, și care se regăsește astăzi în colecția galeriei Muzeului Național de Artă al României, denotă un pictor pe deplin stăpân pe mijloacele lui artistice. Cu toate că este naivă în ce privește concepția, ea arată bune cunoștințe de anatomie umană. Chiar dacă are un colorit convențional care lasă de dorit, din ea reiese un dramatism vizibil și dorit de un autor ce a folosit niște procedee poetice banale. Privind tabloul se poate vedea că artistul a intrat la Roma într-un mediu academist ce contrasta cu educația și viziunea sa; nu se putea adapta. Ca urmare, invocând motive de sănătate în data de 15 ianuarie 1872, el a renunțat la bursa care expira peste încă un an și a trimis o scrisoare slab motivată ministerului.
Criticul Ion Frunzetti a considerat că motivul principal pentru care Ștefănescu ar fi renunțat la bursa pentru Italia a fost terminarea războiului franco-german coroborat cu dorința pictorului de a reveni în capitala Franței. Departe de a fi bolnav, pictorul s-a întors la Paris la Academia de Arte Frumoase unde a utilizat restul bursei pe care o avea de primit.

## Operă artistică
Mihail Ștefănescu a fost unul dintre pictorii cei mai dotați ai primilor absolvenți ai Școalei de Arte Frumoase din București. Pictorul a practicat diferite genuri pornind de la portret la compoziția tablourilor de gen, peisaje și naturi moarte. Lucrările sale ni-l relevă ca pe un artist curios, neliniștit și dornic de a-și testa puterile în mai multe planuri ale creației artistice.
Incapabil și nehotărât pentru a-și coagula veleitățile într-o structură unitară, Mihail Ștefănescu nu a încercat să se specializeze. Talentul său a oscilat mereu nu numai între genurile picturii, dar nici meseria de pictor nu a putut să-l preocupe întru-totul. Elocvent este faptul că artistul a continuat să practice meseria de stenograf și în capitala Franței. El a pus întotdeauna pasiune atât în muncă, cât și în artă, cu toate că inventivitatea sa nu s-a rezumat doar în domeniul picturii ci și în fabricarea de jucării pentru copii. Această deviere de pe tărâmul artistic ar fi fost dictată în perioada cât a stat la Paris și de nevoi financiare. Ion Frunzetti a exprimat ideea că Ștefănescu și-ar fi putut întregi veniturile foarte ușor doar din pictură, argumentând afirmația prin calitățile deosebite într-ale picturii pe care le avea artistul.

Picturi semnate de Mihail Ștefănescu
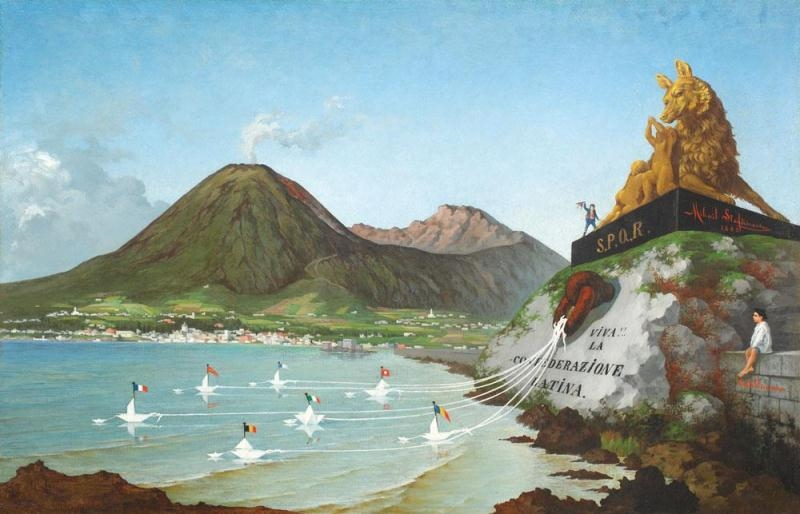
Alegoria gintei latine - 1882
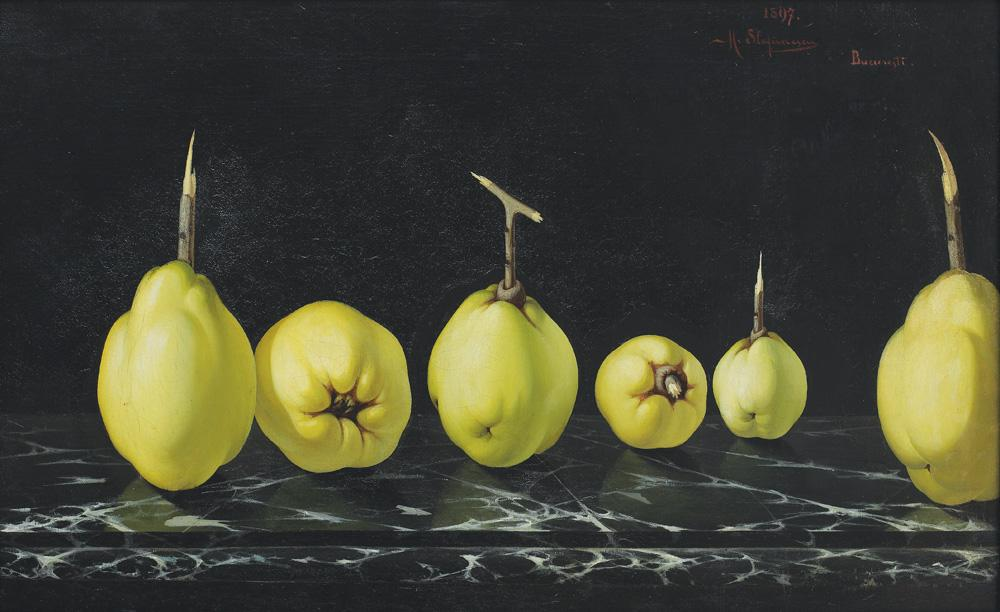
Natură moartă cu gutui - 1897

Prin firea sa predispusă la aventură, nerăbdătoare și de multe ori nestatornică, Mihail Ștefănescu a avut o viață în care surprizele nu l-au ocolit fără colaborarea de care a dat dovadă. Avea o fire ușor impresionabilă cu un temperament nervos. El ar fi putut deveni unul dintre cei mai importanți urmași ai lui Theodor Aman, dacă nu s-ar fi disipat în activități colaterale fără nicio legătură cu arta. Ștefănescu a fost unul dintre artiștii plastici români care a manifestat o tendință foarte puternică de eliberare din influența opresivă a unui mediu neevoluat în ce privește arta în România. El și-a îndreptat năzuințele spre a-și exprima multilateral personaliatea, cu toate că a trecut printr-o experiență academică după cum se poate lesne observa în tabloul său Orfeu în infern. Criticul de artă George Oprescu, a considerat această lucrare ca o compoziție neîndemânatică, care deși este plină de personaje, ea este goală și nu are suflu. Se simte în ea nesiguranța și insuficiențele de tot felul. Ea are meritul că a fost executată de un artist care aspira la ceva mare prin comparație cu cei din generația lui. Stilul de execuție trădează impresia pe care a avut-o artistul față de operele italiene contemporane lui - o manieră linsă care nu are elemente de atracție pentru privitor. Pare că pictorul a încercat să introducă poze de atelier sau anumite fragmente pe care le-a studiat individual. Se pot vedea racursiuri și draperii fluturânde și fel și fel de pendanterii, lipite parcă într-un mod neîndemânatic una de alta. Dovada netăgăduită a firii sale libertine este faptul că nu a putut să urmeze cursurile Academiei de Arte Frumoase din Roma mai mult de un an de zile.
Mihail Ștefănescu a aspirat întotdeauna către studiul realist al naturii. Este cunoscut faptul că artistul, încă din anul 1864, pe vremea când era student la Școala de Belle Arte din București, a fost atras de genul naturii moarte ce era în acele timpuri mai puțin obișnuit în România. Elocventă pentru definirea sa în această direcție este lucrarea Pepene verde datată în anul 1864. Ea este una dintre cele mai bune naturi moarte cunoscute pentru acea epocă în România. Este de o bună calitate și este susținută de o tehnică corespunzătoare. Ștefănescu poate fi recunoscut prin exactitatea efectelor tactile și coloristice ale materiei picturale, ca și după reflexele pe care le-a dat suprafețelor cu diferite densități ale obiectelor.

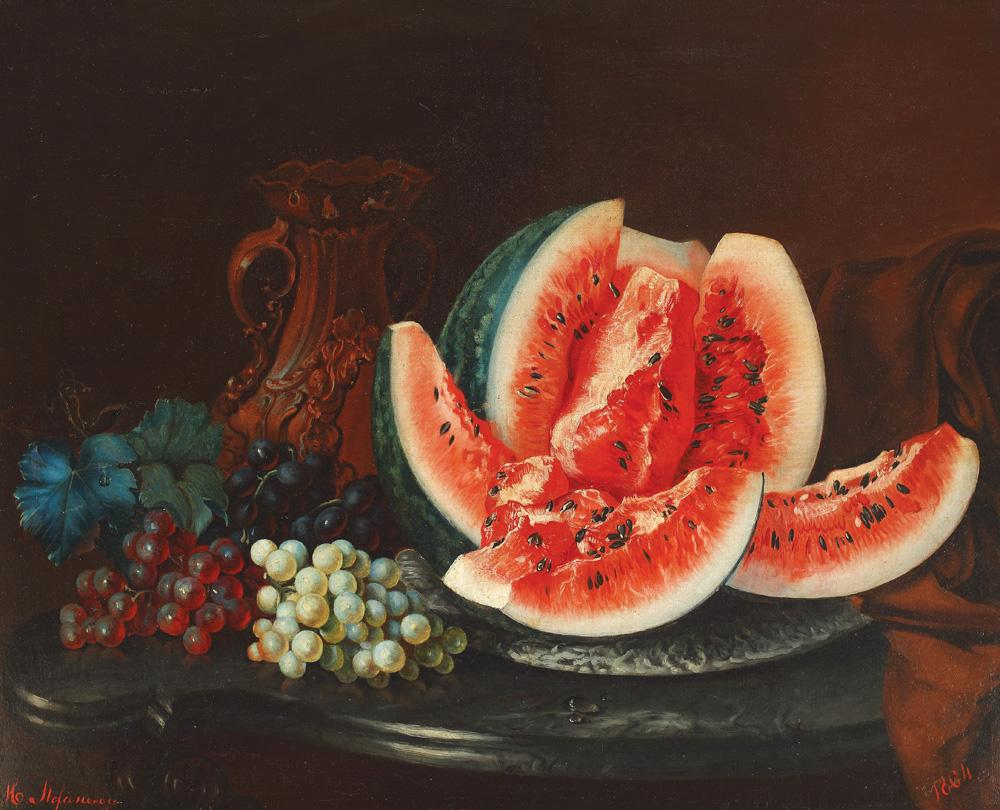
Natură statică cu fructe cunoscută și ca Pepene verde - (1864)

Este de remarcat faptul că tocmai predilecția artistului spre un studiu direct al naturii l-a ferit de căderea în academism, chiar și atunci când tematica impusă de repertoriul școlilor pe care le-a urmat i le-a cerut. Argumentația certificării unei astfel de afirmații vine rapid prin analizarea picturii de mari dimensiuni aflată la Muzeul Național de Artă al României, intitulată Tânăr gol în peisaj de pădure. Pictura ar putea fi repede catalogată ca fiind de factură academistă dacă apariția seducătoare a tânărului ce exprimă o tinerețe și o forță demnă de o pastorală renanscentistă, nu ar semăna izbitor cu ciobanii pe care i-a văzut în România. În plus de asta, se vede cu pregnanță o atitudine viguroasă a artistului față de subiectul pe care l-a ales, prin tușa hotărâtă ce se află la antipozii cerințelor academice.

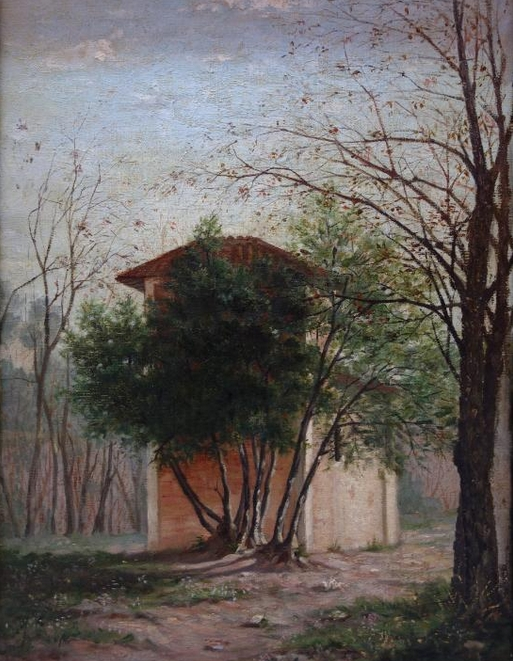
Turn în pădure - circa 1880

De multe ori, scenele de gen ale lui Mihail Ștefănescu amintesc prin realismul lor de unele lucrări ale lui Gustave Courbet sau de capodoperele maeștrilor olandezi. Exemplu care susține opinia enunțată de Ion Frunzetii este pânza intitulată Ce-mi văzură ochii (ulei/pânză, 0,960x0,320m, semnat jos stânga: M. Ștefănescu), datată în anul 1875 și achiziționată în 1876 de Pinacoteca Statului București. Tabloul se găsește astăzi la Muzeul Național de Artă al României. Artistul a înfățișat o femeie care se dezbracă la marginea unei ape lângă un copac enorm. Veșmintele ce sunt aruncate în iarbă, o ie și o fotă din Ardeal, denotă originea rural-românească a tinerei. După copac se vede fața unui flăcău cu ochii măriți de plăcere în chip de clown. Femeia este văzută din profil stânga și este luminată puternic pe fondul obscur al arborelui. Tânăra femeie ce este preocupată să-și scoată ciorapul este primul nud în peisaj cunoscut din pictura românească. Scena este de o frivolitate naivă și are ceva seducător chiar dacă nudul a fost creat în atelier și peisajul are conotații plein-air-iste, fapt care duce într-un mod evident la o vizibilă diferență de ecleraj.
Referitor la stilul abordat în peisaje, lucrarea Turn în pădure aflat tot la Muzeul Național de Artă, relevă realele calități de peisagist ale lui Mihail Ștefănescu. Într-o epocă în care nu a fost definită o înaltă interpretare a acestui gen de către maeștrii picturii din România - Nicolae Grigorescu și Ion Andreescu, Ștefănescu a recompus cromatic o atmosferă în care sentimentul naturii cooperează cu știința de a alege din ea doar cuantumul necesar ce exprimă în fapt o stare de suflet. Astfel, construcția roșiatică, ruginiul frunzelor de pe crengile desfrunzite, pâlcul de copaci cu tulpinile subțiri, terenul tăiat de drum cu iarbă smălțuită cu floricele roșii-alburii și albastrul cerului amestecat cu nori cenușii, duc întreaga compoziție spre o mișcătoare poezie. Prin urmare, Mihail Ștefănescu a avut meritul că  a găsit tonul just în poezia naturii mult trâmbițată de școala germană de pictură, ce vedea în peisajul românesc mai degrabă o imagine exotică decât o virtualitate plină de poezie.
Pe Mihail Ștefănescu nu l-a atras numai pitorescul peisajelor, ci și forfota piețelor publice și în general oamenii trăind în mijlocul naturii. Prin urmare, el a pictat la Capri două tablouri în care se poate observa tendința de a adăuga peisajului și un sens social. În prima lucrare intitulată Nu vă atingeți de această grupă este figurat un grup de copii într-un port. În a doua, Voluntari din Capri, artistul s-a străduit să redea cu mijloace realiste un moment din istoria modernă a Italiei. Interesul pentru reprezentarea oamenilor este redat și de Portretul unei tinere din Bistrița, datat în anul 1876, în care personajul feminin a fost ales din rândul țărănimii din România. Acest portret a participat în anul 1877 la o loterie organizată în beneficiul Serviciului de ambulațe al armatei.
Moartea prematură a însemnat pentru Mihail Ștefănescu neputința sa de a marca istoria picturii românești cu pregătirea, structura și dreptul pe care talentul său îl autoriza s-o facă.

## Participări la expoziții oficiale

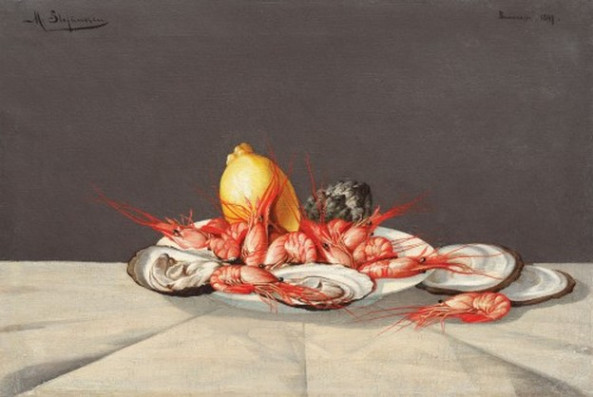
Natură statică cu creveți și scoici (1898)

Artistul a participat la mai multe evenimentele expoziționale oficiale care s-au desfășurat în ultima jumătate a secolului al XIX-lea. Activitatea s-a derulat începând din anul 1868 când a fost prezent la Expoziția artiștilor în viață alături de profesorii săi Gheorghe Tattarescu, Theodor Aman și Constantin I. Stăncescu. Cu acea ocazie a expus cu un subiect inedit și bizar pentru acele vremuri - o natură moartă cu un craniu. Referitor la Studiul de cran, așa cum se numea lucrarea expusă la expoziția din anul 1868, George Oprescu l-a considerat o hârcă de mort. Hârca era un subiect bizar caracteristic unui artist care în dezechilibrul mintal ce se accentuează în final la cel mai înalt grad, nu este în stare să lucreze ceva serios. Acest tablou a primit sufragiile juriului fiind distins cu Medalia de clasa a III-a. Premiul pe care l-a primit a însemnat o apreciere a calităților sale artistice cu atât mai mari cu cât ceilalți pictori premiați cu aceeași medalie au fost Carol Popp de Szathmari și Constantin I. Stăncescu.
Cu ocazia Expoziției Societății Amicilor Bellelor-Arte din anul 1873, artistul a fost unul dintre artiștii care au expus cele mai multe tablouri. El a prezentat Portretul lui C. Demetriad, Portretul D-rei X, un peisaj din Italia, Vedere de la villa Borghese, un tablou de gen intitulat Copilă de la mahala în costum de iarnă și câteva naturi moarte cu ghiocei, zarzavaturi, masa unei femei în vârstă și o natură moartă cu binoclu. În plus de toate acestea a expus și compoziția Orfeu în Infern aflat astăzi la Muzeul Național de Artă al României.

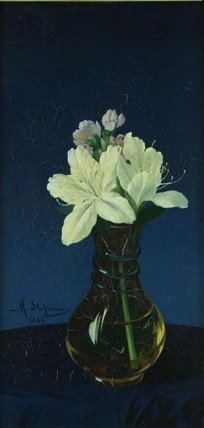
Flori - 1886

A participat la Expoziția artiștilor în viață din anul 1874 cu lucrările intitulate Vederea lacului Geneva, Vile Borgheze, Efect de iarnă în Transilvania (studiu de peisaj la Albano), portrete - Doamna Szabo și Copil, naturi statice - Flori, compoziție - Orfeu în Infern; A primit Medalia de clasa a II-a împreună cu Sava Henția.
În anul 1886 a participat la expoziția organizată de Cercul artistic literar Intim Club.

## Incertitudinea datării decesului
În data de 30 decembrie 1880 a fost publicat în ziarul Pressa un articol destinat operei lui Ion Andreescu. Cronicarul a declarat că:
... Ștefănescu avea stofa unui bun peisagist, ceea ce a produs el în această specialitate e superior tuturor încercărilor sale în alte direcțiuni artistice. Fiind dotat cu temperament nervos, el se impresiona repede și profund în fața unui tablou poetic al naturii și comunica cu înlesnire pânzei impresiunile sale.
În acest articol toate verbele au fost utilizate la imperfect și la perfectul-compus - „a produs”, „avea stofa unui bun peisagist”, „se impresiona cu înlesnire”, „comunica repede”, etc. Prin acest mod de exprimare, critica de specialitate a dedus că Ștefănescu ar fi fost mort la data apariției cronicii și că el ar fi decedat cam în aceeași perioadă cu Ion Andreescu, cel căruia îi era dedicat articolul.
Infirmarea acestei ipoteze a făcut-o apariția unu tablou semnat de artist și datat în anul 1886. Lucrarea înfățișează un vas de sticlă cu flori albe - posibil crini, ce a fost achiziționat de Comitetul pentru Artă. În mod logic, această apariție relevă un fapt cert că pictorul a murit după anul 1886. Desigur că în comentariile sale critice, Ion Frunzetti nu a putut explica articolul din ziarul Pressa. Frunzetti a amintit că demersul Comitetului de Artă pentru depistarea operei lui Ștefănescu, ca de altfel și pentru toată arta secolului al XIX-lea, a putut scoate lucrări necunoscute la lumină. În continuarea analizei sale, Ion Frunzetti a menționat că la data publicării cărții sale dedicate picturii secolului al XIX-lea, opera cunoscută a lui Mihail Ștefănescu număra circa douăzeci de tablouri și era de așteptat ca piața de artă contemporană să scoată la iveală și altele. Istoricul de artă a considerat că, dacă Ștefănescu ar fi avut o viață mai îndelungată, el ar fi devenit una din figurile însemnate în pictura românească din acea epocă.
În cercetările pe care Adrian-Silvan Ionescu le-a făcut în arhivele Școlii de Belle-Arte din București, a descoperit că în anul 1888, Mihail Ștefănescu a făcut o cerere pentru a i se acorda Sala Stavropoleos pentru a termina un tablou istoric cu tematica Războiului de Independență al României.